# Resistance (film)
Resistance är en amerikansk biografisk dramafilm från 2020. Filmen är regisserad av Jonathan Jakubowicz som även skrivit filmens manus. Filmen är baserad på Marcel Marceaus liv.
Filmen hade svensk premiär är planerad den 27 mars 2020.

## Handling
Filmen handlar om Marcel Marceau, senare världsberömd mimartist, som tillhör en grupp judiska pojkscouter. Gruppen ansluter sig under Andra världskriget till den franska motståndsrörelsen där de bidrar till att rädda livet på tusentals föräldralösa barn.

## Rollista (i urval)
- Jesse Eisenberg – Marcel Marceau
- Kue Lawrence – Marcel, som ung
- Ed Harris – George S. Patton
- Édgar Ramírez – Sigmund
- Clémence Poésy – Emma
- Matthias Schweighöfer – Klaus Barbie
- Bella Ramsey – Elsbeth
- Géza Röhrig – Georges Loinger
- Karl Markovics – Charles Mangel
- Félix Moati – Alain
- Alicia von Rittberg – Regine
- Vica Kerekes – Mila